# Himantoglossum metlesicsianum
Espèce
Classification phylogénétique
Statut de conservation UICN

 EN B1ab(iii,v)+2ab(iii,v) : En danger
Himantoglossum metlesicsianum est une espèce d'Orchidaceae endémique de l'île de Tenerife, très proche de Himantoglossum robertianum, l'orchis géant. Elle a été nommée en hommage à Hans Metlesics, un botaniste autrichien. Avant 1999, elle était classée dans le genre Barlia en tant que Barlia metlesicsiana W.P.Teschner (1982).

## Description
L'espèce ressemble beaucoup à l'orchis géant mais ne dépasse guère les 60 cm de hauteur, contre plus de 70 cm pour l'orchis géant.

## Habitat
Pinèdes et terrains abandonnés de Ténérife.
Principalement dans le sud-est de Tenerife entre 800 et 1 300 m, dans les communes Santiago del Teide et de Guía de Isora.